# Harvey Keitel
Harvey Keitel (født 13. maj 1939) er en amerikansk skuespiller og producer. Nogle af hans mest fremtrædende hovedroller var i Martin Scorseses Mean Streets og Taxi Driver, Ridley Scotts The Duellists og Thelma & Louise, Quentin Tarantinos Reservoir Dogs og Pulp Fiction, Jane Campions The Piano, Abel Ferraras Bad Lieutenant og James Mangolds Cop Land. Sammen med skuespillerne Al Pacino og Ellen Burstyn, er han den nuværende næstformand i Actors Studio, der betragtes som "nationens mest prestigefyldte skuespillerskole".

## Filmografi (i udvalg)
- Gaden uden nåde/Mean Streets (1973)
- Taxi Driver (1976)
- The Last Temptation of Christ (1988)
- Thelma & Louise (1991)
- Bugsy (1991)
- Reservoir Dogs (1992)
- Halløj i klosteret (1992)
- The Piano (1993)
- Pulp Fiction (1994)
- Get Shorty (1995)
- Head Above Water (1996)
- From Dusk Till Dawn (1996)
- Cop Land (1997)
- U-571 (2000)
- Little Nicky (2000)
- Red Dragon (2002)
- National Treasure (2003)
- Be Cool (2005)
- National Treasure: Book of Secrets (2007)
- The Grand Budapest Hotel (2014)
- The Irishman  (2019)